# St. Petersburg Open 2018
St. Petersburg Open 2018 byl tenisový turnaj pořádaný jako součást mužského okruhu ATP World Tour, který se hrál v aréně Sibur na dvorcích s tvrdým povrchem Portable Rebound Ace. Probíhal mezi 17. až 23. zářím 2018 v severoruském Petrohradu jako dvacátý třetí ročník turnaje.
Turnaj s rozpočtem 1 241 850 dolarů patřil do kategorie ATP World Tour 250. Nejvýše nasazeným hráčem ve dvouhře se stal osmý tenista světa Dominic Thiem. Jako poslední přímý účastník do hlavní singlové soutěže nastoupil kyperský 93. hráč žebříčku Marcos Baghdatis.
Jedenáctý singlový titul na okruhu ATP Tour a vůbec první z haly vybojoval Rakušan Dominic Thiem. Poražený finalista Martin Kližan vůbec poprvé podlehl ve finále turnaje ATP po deseti předchozích vítězstvích ve dvouhře a čtyřhře. Premiérovou společnou trofej ze čtyřheř ATP si odvezl italský pár Matteo Berrettini a Fabio Fognini.

## Rozdělení bodů a finančních odměn

### Rozdělení bodů
| Soutěž  | vítězové | finalisté | semifinalisté | čtvrtfinalisté | 16 v kole | 32 v kole | Q  | Q2 | Q1 |
| ------- | -------- | --------- | ------------- | -------------- | --------- | --------- | -- | -- | -- |
| dvouhra | 250      | 150       | 90            | 45             | 20        | 0         | 12 | 6  | 0  |
| čtyřhra | 250      | 150       | 90            | 45             | 0         | —         | —  | —  | —  |

### Finanční odměny
| Soutěž                              | vítězové | finalisté | semifinalisté | čtvrtfinalisté | 16 v kole | 32 v kole | Q2     | Q1     |
| ----------------------------------- | -------- | --------- | ------------- | -------------- | --------- | --------- | ------ | ------ |
| dvouhra                             | $209 645 | $110 415  | $59 810       | $34 080        | $20 080   | $11 895   | $4 940 | $2 470 |
| čtyřhra                             | $63 690  | $33 480   | $18 140       | $10 380        | $6 080    | —         | —      | —      |
| částka ve čtyřhře je uvedena na pár |          |           |               |                |           |           |        |        |

## Dvouhra

### Nasazení hráčů
| Země                         | Hráč                  | ATP | Nasazení |
| ---------------------------- | --------------------- | --- | -------- |
| Rakousko                     | Dominic Thiem         | 8.  | 1.       |
| Itálie                       | Fabio Fognini         | 13. | 2.       |
| Itálie                       | Marco Cecchinato      | 22. | 3.       |
| Rusko                        | Karen Chačanov        | 25. | 4.       |
| Španělsko                    | Roberto Bautista Agut | 26. | 5.       |
| Bosna a Hercegovina          | Damir Džumhur         | 28. | 6.       |
| Kanada                       | Denis Shapovalov      | 34. | 7.       |
| Rusko                        | Daniil Medveděv       | 35. | 8.       |
| Žebříček ATP k 10. září 2018 |                       |     |          |

### Jiné formy účasti na turnaji
Následující hráči obdrželi divokou kartu do hlavní soutěže:
- Roberto Bautista Agut
- Stan Wawrinka
- Michail Južnyj

Následující hráči postoupili z kvalifikace:
- Ilja Ivaška
- Adrián Menéndez Maceiras
- Lucas Miedler
- Luca Vanni

Následující hráč postoupil z kvalifikace jako tzv. šťastný poražený:
- Ruben Bemelmans

### Odhlášení
Před začátkem turnaje
- Marcos Baghdatis → nahradil jej  Ruben Bemelmans
- Jozef Kovalík → nahradil jej  Marcos Baghdatis
- Leonardo Mayer → nahradil jej  Jevgenij Donskoj

## Čtyřhra

### Nasazení párů
| Země                                                                    | Hráč             | Země       | Hráč             | ATP | Nasazení |
| ----------------------------------------------------------------------- | ---------------- | ---------- | ---------------- | --- | -------- |
| Spojené království                                                      | Dominic Inglot   | Chorvatsko | Franko Škugor    | 62. | 1.       |
| Chile                                                                   | Julio Peralta    | Argentina  | Horacio Zeballos | 65. | 2.       |
| Česko                                                                   | Roman Jebavý     | Nizozemsko | Matwé Middelkoop | 80. | 3.       |
| Švédsko                                                                 | Robert Lindstedt | USA        | Rajeev Ram       | 98. | 4.       |
| Žebříček ATP k 10. září 2018; číslo je součtem umístění obou členů páru |                  |            |                  |     |          |

### Jiné formy účasti
Následující páry obdržely divokou kartu do hlavní soutěže:
- Michail Jelgin /  Denis Istomin
- Teimuraz Gabašvili /  Jevgenij Karlovskij

### Odhlášení
v průběhu turnaje
- Denis Istomin

## Přehled finále

### Mužská dvouhra
- Dominic Thiem vs.  Martin Kližan, 6–3, 6–1

### Mužská čtyřhra
- Matteo Berrettini /  Fabio Fognini vs.  Roman Jebavý /  Matwé Middelkoop, 7–6(8–6), 7–6(7–4)